# Troll (Netzkultur)

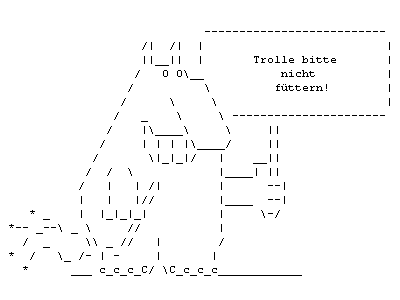
Trollwarnung als ASCII-Art

Ein Troll ist im Netzjargon jemand, der im Internet vorsätzlich einen Flame-Krieg entfachen oder Menschen einfach nur ärgern will. Dies geschieht durch das Posten emotionaler, naiver, abschweifender und irrelevanter Kommentare in einer Online-Community (Newsgroup, Forum, Chatroom oder Blog).

## Etymologie

Trolle füttern verboten

Gemeinhin wird Troll vom englischen Ausdruck „trolling with bait“ hergeleite (dem Schleppfischen, auch Trolley). Volksetymologisch wird es mit mythischen Trollen in Verbindung gebracht, groben und trügerischen Fabelwesen.
Die Bedeutung „Provokateur in Internet-Diskussions-Foren“ (vgl. Agent Provocateur) trat 1997 auf. Ein Troll bezieht sich meist auf eine einfache und grundlegende Frage, dies aber auf eine besonders umständliche, langatmige und ahnungslose Weise, oder er äußert sich emotional über etwas, um eine aufbrausende Antwort (Flame) herauszufordern. Der verwandte Ausspruch do not feed the trolls (Trolle füttern verboten) lässt sich mit "kein Öl ins Feuer gießen" übersetzen.

## Charakterisierung

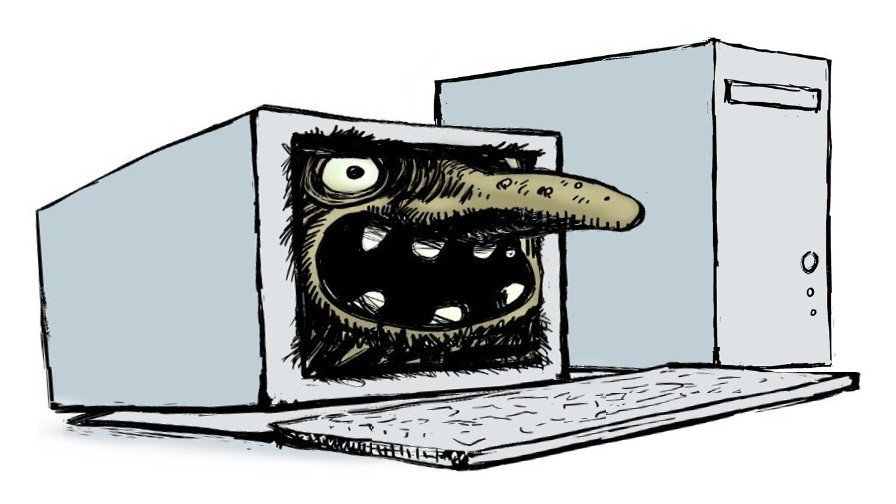
Karikatur eines Internet-Trolls in Anlehnung an den mythologischen Troll.

Sogenannte Trollbeiträge sind auf die Kommunikation im Internet beschränkt und finden sich vor allem in Diskussionsforen und Newsgroups, aber auch in Wikis und Chatrooms, auf Mailinglisten und in Blogs. Als Troll wird bezeichnet, wer absichtlich Gespräche innerhalb einer Online-Community stört. Die Provokationen sind in der Regel unterschwellig und ohne echte Beleidigungen. Auf diese Weise vermeiden oder verzögern Trolle ihren Ausschluss aus administrierten Foren. Nach Judith Donath ist das Trollen für den Autor ein Spiel, in welchem das einzige Ziel das Erregen von möglichst erbosten und unsachlichen Antworten ist. Eine der Ursachen für das Trollen ist der Online Disinhibition Effect.

“Trolling is a game about identity deception, albeit one that is played without the consent of most of the players.”

„Trollen ist ein Spiel um das Verschleiern der Identität, das aber ohne das Einverständnis der meisten Mitspieler gespielt wird.“

Wissenschaftliche Literatur über das Trollen gibt es derzeit kaum. In einer Studie wurden acht Administratoren der hebräischen Wikipedia nach ihnen bekannten Trollen befragt und die Beiträge der vier meistgenannten Benutzer danach inhaltlich analysiert. Als Ergebnis wurden vier Verhaltensmuster festgehalten:
1. Trolle agieren absichtlich, wiederholt und schädlich (intentional, repetitive and harmful).
2. Trolle ignorieren und verletzen die Grundsätze der Community.
3. Trolle richten nicht nur inhaltlichen Schaden an, sondern versuchen auch, Konflikte innerhalb der Community zu schüren.
4. Trolle sind innerhalb der Community isoliert und versuchen ihre virtuelle Identität zu verbergen, etwa durch die Nutzung von Sockenpuppen.

Aus den Fallanalysen ergaben sich verschiedene Motivationen der Trolle:
1. Langeweile, Suche nach Aufmerksamkeit, Rache
2. Spaß und Unterhaltung
3. Wunsch, der Community möglichst großen Schaden zuzufügen.[7]

2013 haben die Psychologen Buckels, Trapnell und Paulhus von der University of Manitoba in Winnipeg (Kanada) die Persönlichkeit von sogenannten Internet-Trollen untersucht. Bei einer Befragung von 418 Personen, die regelmäßig eine Seite ansurften, welche zugleich die Möglichkeit bot, über Kommentare mit anderen zu kommunizieren, konnten 5,6 Prozent von ihnen als Trolle identifiziert werden und durchliefen anschließend weitere Persönlichkeitstests. Bei diesen entdeckten die Wissenschaftler dann hauptsächlich Alltagssadismus, aber auch weitere Merkmale der sogenannten Dunklen Tetrade; für Psychologen ein bestimmtes Persönlichkeitsprofil, das sich aus verschiedenen sozial unerwünschten Eigenschaften zusammensetzt (Erweiterung der Dunklen Triade zu einer Tetrade aus vier negativen Eigenschaften). Besonders häufig wurde bislang ein derartiges Profil bei Menschen gefunden, die als Jugendliche, aber auch als Erwachsene, andere schikanieren. Dazu gehören außer dem Sadismus der Narzissmus, der Machiavellismus und die Psychopathie. Sadistisches Vergnügen kann mit effektiven Rationalisierungsmechanismen gekoppelt sein.
Nahe Verwandte des Trolls in Online-Spielen sind die sogenannten Griefer.

## Intraindividuelle Charakteristika von Trollen
Diverse Studien konnten zeigen, dass Trolling insbesondere von jungen Männern praktiziert wird. Untersuchungen hinsichtlich der Persönlichkeit von Personen, die zu Trolling neigen, konnten zeigen, dass insbesondere höhere Werte auf der Dimension Extraversion und niedrigere Werte auf der Dimension Verträglichkeit in Verbindung mit Trolling-Verhalten stehen. Forschungsergebnisse zu der dunklen Tetrade (Dark Tetrad) zeigen, dass Menschen mit einer Neigung zum Trolling-Verhalten hohe Psychopathie- und Sadismuswerte aufweisen und sich als Zielscheibe ihrer Provokationsversuche tendenziell Menschen aussuchen, die beliebt sind und einen höheren sozialen Status besitzen.

## Professionelles Trollen
Mittlerweile gibt es im Internet auch professionelle Trollaktivitäten mit dem Ziel, Propaganda/Werbung für den jeweiligen Auftraggeber zu betreiben. Bekannt ist dies beispielsweise von Nordkorea und Russland („Troll-Armee“). Das US-Militär gab eine Software in Auftrag, welche den Anwendern erlaubte, in Fremdsprachen wie Arabisch, Farsi und Urdu Fake-Accounts zu betreiben. Ziel war die Störung von Extremismus und dessen Rekrutierungsmöglichkeiten.

## Auswirkungen
Trollbeiträge können Schaden verursachen, indem sie Diskussionen ausbremsen oder sogar das Vertrauen innerhalb einer Community zerstören. Ein weiterer Effekt, der besonders in oft von Trollbeiträgen gestörten Communitys auftritt, zeigt sich im Umgang mit Neulingen: Häufig werden tatsächlich auf Unwissenheit und Naivität beruhende Fragen als Trollbeiträge abgetan.
Susan Herring, Professorin für Informationswissenschaft an der Indiana University Bloomington, unterteilt Internet-Communitys in „weniger anfällig“ und „mehr anfällig“ für Trollbeiträge. So seien tendenziell solche Communitys anfälliger, die Themen abseits des Mainstream behandeln. Beispielhaft dafür seien Foren aus den Bereichen Feminismus und Religion.
Ende 2014 sperrten Nachrichtenportale wie sueddeutsche.de aufgrund des hohen Kommentaraufkommens durch „Trolle“ ihre Kommentarfunktionen oder schränkten diese ein. Der Übergang von Trollerei zu digitaler Gewalt wie dem Doxing kann sich fließend zeigen.

## Gegenmaßnahmen
Kommunikationsexperten empfehlen, sich zunächst eine Grundhaltung zu vergegenwärtigen: „Auf eurem Blog, in eurem Forum, auf eurer Timeline sind andere bei euch zu Gast.“ Wichtig ist in jedem Fall, die Ruhe zu bewahren. Spontan zu reagieren ist nicht ratsam.
Ein Mittel, um Foren vor Troll-Beiträgen zu schützen, ist das Informieren der Benutzer über das Phänomen und die typischen Eigenschaften von Trollbeiträgen. Viele Internetportale und -foren begegnen dem Phänomen im Vorfeld, indem nur registrierte Nutzer (beispielsweise Autorisierung per E-Mail und weitere Daten) zugelassen werden. Dadurch ist es möglich, einzelne Trolle seitens der Administratoren zu sperren und ihre Zahl somit zu begrenzen. Einen absoluten Schutz gibt es nicht.
Die anderen Teilnehmer der Diskussion können Troll-Diskussionen begegnen, indem sie auf Beiträge des Trolls grundsätzlich nicht eingehen. In der Netzkultur bezeichnet man dies mit der Phrase „Trolle bitte nicht füttern!“ (engl. „Do not feed the troll“ Den Troll nicht füttern, als Akronym DNFTT). Damit entzieht man den Trollen die Aufmerksamkeit, die sie erheischen wollen. In der Regel geben die Trolle dann auf und ziehen weiter. Gelegentlich nutzen sie auch eine Sockenpuppe, um sich selbst zu füttern. Daher ist eine zusätzliche strikte Moderation hilfreich, um dem Problem zu begegnen.
Häufig werden von Nutzern Troll-Beiträge mit einem ASCII-Art-Fisch, auch Roter Hering genannt, beantwortet (Beispiel: ><((((*> ). Dies soll die anderen Diskussionsteilnehmer dazu auffordern, den Beitrag des mutmaßlichen Trolls entsprechend zu prüfen und ggf. nicht weiter auf dessen Beiträge zu reagieren.
Eine weitere Empfehlung lautet, nicht mit dem Troll zu reden, sondern nur über ihn, um so die Kontrolle über die Kommunikation zurückzugewinnen und ihm zu zeigen, dass sein Gegenüber nicht allein steht.
Wenn dennoch eine Antwort nötig erscheint (z. B. weil es nicht möglich ist, genügend viele Mitnutzer zum Ignorieren des Trolls zu bewegen), sollte sie nach den Erkenntnissen der Pädagogischen Psychologie nicht emotional, sondern möglichst rational ausfallen. Die Kommunikation sollte demnach höflich, aber klar und eindeutig sein. Statt leerer Drohungen werden klare Ansagen empfohlen, die dann auch genau so eingehalten werden.
Einige Moderatoren empfehlen für bestimmte Fälle, die Prinzipien der kognitiven Therapie anzuwenden. Bei dieser Methode geht es darum, positiv und ruhig zu antworten, während man die Meinung des Trolls respektiert und akzeptiert.